# Шустиков, Андрей Алексеевич
Андрей Алексеевич Шустиков (12 августа 1859, Хмелевская — 1927, Хмелевская) — краевед, этнограф, член Российского императорского географического общества.

## Биография

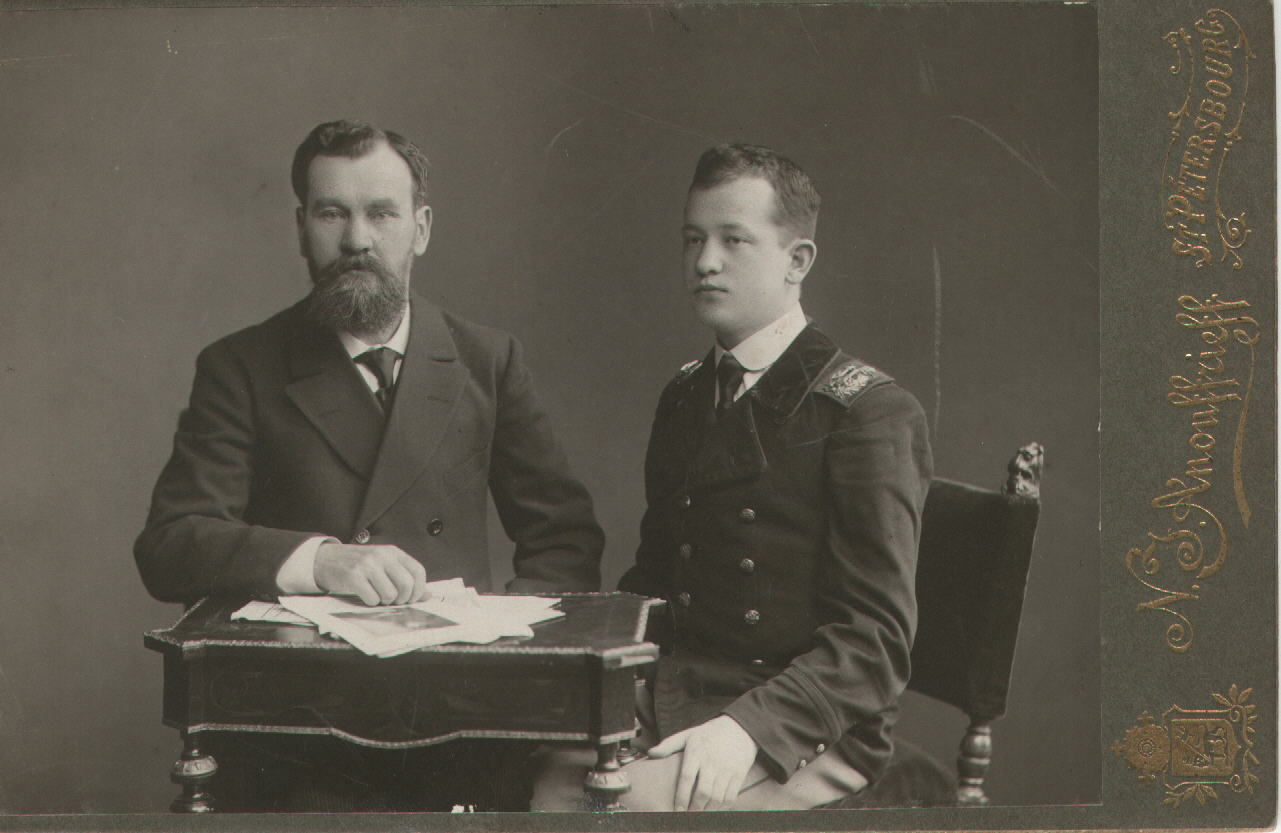
А. А. Шустиков с старшим сыном Сократом, студентом СПбГУ

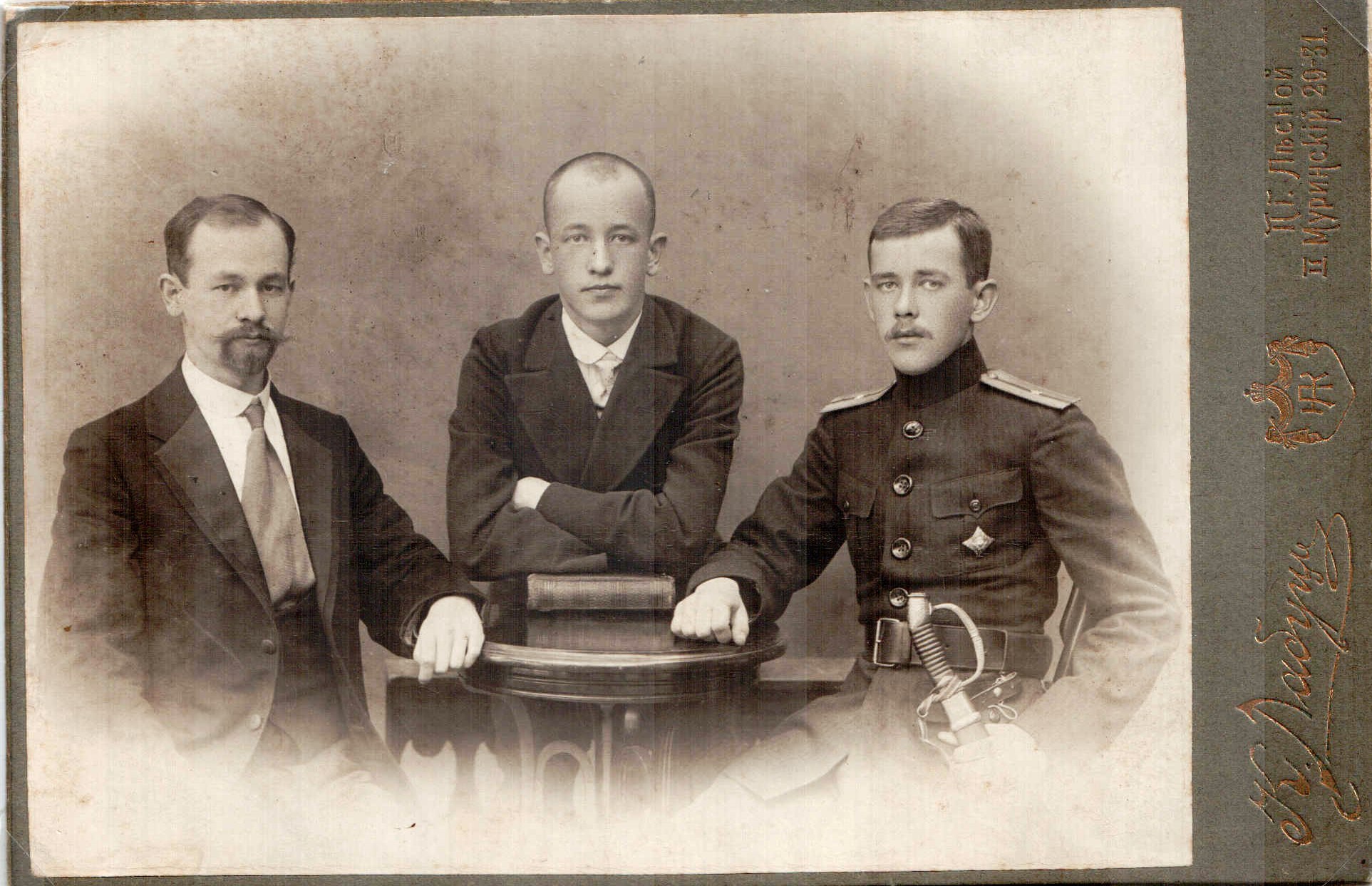
Сыновья А. А. Шустикова: Сократ, Владимир и Константин

Родился 12 августа 1859 г. в деревне Хмелевской (сейчас Вожегодский район Вологодской области) в семье крестьянина Алексея Степановича Шустикова — выходца из ушкуйников. Имел старшего брата Сергея, работавшего волостным писарем. Впоследствии А. А. Шустиков писал: «К брату наезжали в гости подолгу образованные люди из помещиков (брат был их доверенным лицом по лесным делам). Их разговоры были для меня крайне интересными, особенно Квашнина — Самарина, много путешествовавшего по Европе и прочитавшего массу книг. Я пристрастился к книгам и науке». Получил домашнее образование, был вольнослушателем Императорского университета святого Владимира в Киеве. А. А. Шустиков был членом Вологодского общества изучения Северного края (ВОИСК) и комиссии по библиографии, организованного в 1909 г. В 1880—1883 в его поместье проживал Лопатин Герман Александрович, первый переводчик «Капитала» К. Маркса на русский язык. Состоял членом Кадниковского земского собрания, затем Вологодского земского собрания, Вологодской городской думы, членом Городской управы Вологды. Был женат на Марии Яковлевне Юшиной — дочери Вологодского купца, известного предпринимателя по транспортировке грузов севера Российской империи Я. Я. Юшина. М. Я. Юшина (Шустикова) окончила в Вологде гимназию и была слушательницей Высш. женск. курсов в Петербурге, где в 1880 г. участвовала в студ. движении. В Вологде сохранился дом
Юшиных. В семье Шустиковых-Юшиных было четыре сына и две дочери. Старший сын Сократ Андреевич Шустиков, окончив СПбГУ, впоследствии стал известным ученым в области теории упругости и математики, являлся учеником академика Б. Г. Галеркина. А. А. Шустиков много путешествовал по Вологодской губернии, посетив Кирилловский, Кадниковский, Вельский и другие уезды. В результате ему удалось собрать множество песен, частушек, пословиц, а также старинных бытовых предметов и одежды. За время своего творчества А. А. Шустиков написал 42 работы, ставшие в наше время уникальным источником о жизни русского севера конца XIX века. Важнейшими трудами А. А. Шустикова стали «Троичина Кадниковского уезда. Бытовой очерк», «Село Шаталово и его обитатели», «Охотничий промысел в Кадниковском уезде», «О развитии лесопромышленности», «На сельском сходе», «На мирском переделе земли» и монография «Плоды досуга. Очерки и рассказы из северной русской жизни». За свои работы А. А. Шустиков был награждён двумя серебряными медалями Императорского Русского географического общества (за очерк «Троичина» и за этнографические материалы по Вельскому уезду). А. А. Шустиков публиковался в Петербургских газетах и журналах «Живая старина», «Русский курьер», «Русские ведомости», а также в журналах Вологодской губернии «Вологодский листок» и «Северный край». Очерки Шустикова «На сельском сходе» и «На мирском переделе земли» описывают «мирские сходы» — собрания крестьян, проживающих в одной волости или деревне, на которых обсуждались самые разнообразные вопросы. Рассказ «Село Шаталово и его обитатели» раскрывает в Шустикове ориентацию на толстовскую и чеховскую литературные традиции и ценности, описывая нарушение нравственных устоев патриархальной жизни жителей Русского Севера под влиянием «новой» морали, «власти купона». Умер А. А. Шустиков в родном селе в 1927 г.

## Основные труды
1. Троичина, Кадниковского уезда. Этнографический очерк В. Г. В. 1883. № 11, 12, 13 (Д 2787) и перепеч. Живая Старина. 1892, вып. 2 и 3, стр. 71 — 91, 106—138.
2. Предания, обычаи, заговоры, суеверия и ворожба в среде населения Кадниковского уезда. (Этнографический материал). В. Г. В. 1885, № 52, 1886, № 2, 3, 26 (Д 2973 и 2981) и в V томе Волог. Сборн. 1887, стр. 219—234.
3. Выскользнул. Сказочный эпизод из жизни Налима Подколодникова. Орл. Вестн. 1886, № 207.
4. На сельском сходе. Рассказ. Орл. Вестн. 1885, № 281, перепечат. в книге «Плоды досуга». 1900.
5. Агроном нашего времени. Очерк. Орл. Beстн. 1886, № 324, перепечат. в той же книге.
6. Охотничий промысел в Кадниковском уезде. В. Г. В. 1887, № 1. 2.
7. Отставной лозелас. Очерк. Орл. Вестн. 1837, № 8; перепеч. в кн. «Плоды Досуга», 1900.
8. Культура семян Тимофеевой травы с коммерческими целями в Кадник. уезде. Сел. Хозяин 1839, № 17.
9. О развитии лесопромышленности. (Письмо из Кадникова). Русский Журнал. 1893, № 304.
10. Народные игры в Кадниковском уезде. Живая Старина 1895, вып. 1, стр. 86 — 100.
11. Тавреньга, Вельского уезда. (Этнограф, очерк). Живая Старина. 1895, вып. 2, 3 — 4, стр. 171—191, 329—375.
12. Сказания и сказки Вельского уезда Живая Старина , 1895, вып. 2, 3 — 4, стр. 203—211, 419—427.
13. Материалы для изучения великорусских говоров. Кадниковский уезд Волог. губ. Изв. Отд. Русск. Яз. и Слов. И. Акад. Наук., 1896, т. I, кн. IV. № 26 и отд. вып. III (№ 25 — 28) СПБ., 1896.
14. Перегудки, записанные Н. А. Иваницким и А. А. Шустиковым. Живая Старина. 1898. вып. 2, стр. 237—243.
15. На мирском переделе земли. Очерк из северно-русской жизни. Живая Старина . 1899, вып. 1, стр. 130—138), Северный Кpaй. 1899. № 32, 35, 36; переп. в «Плодах Досуга», 1900.
16. Прозвища крестьян деревни Хмелевской, Бережек тож, Кадник. Уезда. Живая Старина. 1899, 4, C. 526—528.
17. Учёт старшины. Картина народной жизни. Сев. Край, 1899, № 240, 242; переп. «Плоды Досуга», 1900.
18. Кадниковец. Несколько слов о молочном хозяйстве в Кадниковском уезде. Сев. Край, 1899, № 267.
19. Плоды досуга. Очерки и рассказы из северной русской жизни. Ярославль, 1900, 217 стр.
20. Темные и светлые уголки нашего Севера. (Эгнографические наброски). 1. Емба. Сев. Край, 1900. № 178.
21. Простонародное лечение болезней в Кадник. уезде. Живая Старина 1902, в. 2, стр. 201—206.
22. Общинное землевладение. (Письмо из г. Кадникова). Живая Старина 1903, вып. 1 — 2, стр. 241—246.
23. Взгляды крестьян Кадниковского уезда на земельную собственность. Живая Старина 1907.
24. Право семейной и личной собственности среди крестьян Кадниковского уезда. Живая Старина 1909.
25. К вопросу об исчезновении дичи. Вол. Лист. 1915. № 858.
26. По деревням Олонецкого края. Поездка в Каргопольский уезд. Изв. В. О. И. С. К., вып. II. 1915, стр. 89 — 113.
27. Предсказания и приметы из мира животных. Поверья крестьян Кадянк. уезда. Изв. В. О. И. С. К. вып. IV, 1918, стр. 94 — 99.
28. Виноградье. Старинные величальные песни. Изв, В. О. И. С. К. вып. IV. 1918. стр. 105—106.